# 香山鎮區 (堪薩斯州迪金森縣)
香山鎮區（英語：Fragrant Hill Township）為美國堪薩斯州迪金森縣轄下的鎮區。2010年美国人口普查中此鎮區人口有289人。

## 地理
香山鎮區涵蓋總面積為77.5平方（29.94平方英里），其中陸地面積為77.3平方（29.86平方英里），水域面積為0.21平方（0.08平方英里）或0.27%。海拔高度387（1,270英尺）。

## 人口統計
根據2010年美國人口普查，香山鎮區人口有289人，其中男性有146人，女性有143人，人口密度為每平方公里3.73人，住房計125戶。鎮區內的白人有277人，非裔美國人有2人，美洲原住民有0人，亞裔美國人有1人，太平洋島裔美國人有0人，其他種族有3人，混血種族則有6人。此外鎮區內有17人為西班牙裔或拉丁裔美國人。此鎮區之年齡中位數為47.1歲，而男性年齡中位數為50.0歲，女性年齡中位數為44.6歲。